# ذخیره‌گاه طبیعی موردوفسکی
ذخیره‌گاه طبیعی موردوفسکی (انگلیسی: Mordovski Nature Reserve) یک پارک و ذخیره‌گاه طبیعی در استان موردوویای کشور روسیه است.